# Acianthera serpentula
Acianthera serpentula é uma pequena espécie de orquídea (Orchidaceae) originária do Brasil, do Rio Grande do Sul, São Paulo e Minas Gerais, antigamente subordinada ao gênero Pleurothallis.

## Publicação e sinônimos
- Acianthera serpentula (Barb.Rodr.) F.Barros, Hoehnea 30: 187 (2003).

Sinônimos homotípicos:
- Pleurothallis serpentula Barb.Rodr., Gen. Spec. Orchid. 2: 20 (1881).

Sinônimos heterotípicos:
- Pleurothallis punctata Barb.Rodr., Gen. Spec. Orchid. 1: 11 (1877), nom. illeg.
- Pleurothallis serpentula var. major Cogn. in C.F.P.von Martius & auct. suc. (eds.), Fl. Bras. 3(4): 474 (1896).